# Vallant-Saint-Georges

Vallant-Saint-Georges este o comună în departamentul Aube din nord-estul Franței. În 1 ianuarie 2022 avea o populație de 417 de locuitori.